# معارك بئر عسلوج
معارك بئر عسلوج هي سلسلة من الاشتباكات العسكرية بين إسرائيل ومصر في الحرب العربية الإسرائيلية عام 1948 حول بلدات بئر عسلوج وبئر الثميلة المجاورة. كانت بئر عسلوج مركزًا بدويًا صغيرًا وموقعًا استراتيجيًا على طريق العوجا-بئر السبع. استولى الإسرائيليون على الموقع في وقت مبكر من الحرب في محاولة لفصل قوات الإخوان المسلمين المصرية عن التمركز الرئيسي للجيش المصري على السهل الساحلي، لكنهم أقاموا مواقع عبر الطريق وتم تحييد التهديد على نقلهم.
احتلت قوات لواء النقب الإسرائيلي كامل محيط بئر عسلوج بما في ذلك بئر الثميلة، في 25-26 كانون الأول (ديسمبر) 1948 خلال عملية حوريب. في المرحلة الأولى استولت الكتيبة السابعة على بئر الثميلة، لكنها فشلت في الوصول إلى الطريق وتراجعت مع خسائر فادحة. في الصباح هاجمت عربات مصفحة من الكتيبة التاسعة مواقع الطرق المصرية واستولت عليها. تبع ذلك احتلال الطريق المؤدية إلى الحدود في العوجا احتلالا كاملا، وطرد القوات المصرية من إسرائيل في هذه المنطقة.

## خلفية
كانت بئر عسلوج مركزًا بدويًا صغيرًا تابعًا لقبيلة العزازمة، به مسجد وسوق وبئر مياه وطاحونة ومركز شرطة. كانت في موقع استراتيجي على منحنى في الطريق من شبه جزيرة سيناء عبر العوجا إلى بئر السبع والخليل والقدس. بالقرب منه أيضا مر على خط السكك الحديدية الجنوبي القديم الذي بنته الإمبراطورية العثمانية في الحرب العالمية الأولى. أثناء الانتداب البريطاني، كانت توجد قاعدة عسكرية بريطانية ومخفر للشرطة بالقرب من بئر عسلوج. استخدم الجيش المصري المحتل الطريق المعني في حرب 1948 العربية الإسرائيلية لنقله كجناحه الشرقي إلى ممر الخليل والقدس.
خلال الحرب الأهلية بين عامي 1947 و1948 في فلسطين الانتدابية، استُخدمت بئر عسلوج قاعدةً لعمليات القوات شبه العسكرية البدوية بقيادة الحاج سعيد، بشكل أساسي ضد قريتي رفيفيم وحالوزا اليهوديتين المجاورتين، على بعد بضعة كيلومترات إلى الشمال الغربي. تمركزت وحدة من الإخوان المسلمين في بئر عسلوج في 17 أيار 1948.

## معركة 11 يونيو
كانت أول محاولة إسرائيلية لفصل الجناح الشرقي للجيش المصري خلال المرحلة الأولى من الحرب، مباشرة قبل دخول وقف إطلاق النار الأول حيز التنفيذ. تجمعت قوات من الكتيبة الثامنة في لواء النقب في رفيفيم، والتي كانت أيضًا مقرًا للكتيبة الثامنة. انقسمت قوة مهام على متن سيارة جيب جنوبا، من أجل قطع الطريق أمام التعزيزات المصرية. وفي الليلة نفسها، دخلت قافلة إمداد مصرية بئر عسلوج بالذخيرة والمدافع.
انفصلت قوتان صغيرتان أخريان عن المجموعة الإسرائيلية الرئيسية، واحدة إلى الشرق لتلغيم الطريق، وفرقة هاون اتجهت شمالاً لمضايقة بئر السبع وصرف انتباه المصريين عن الهجوم الرئيسي. بدأ الهجوم الإسرائيلي الساعة 5:30 صباحا واستمر حتى الساعة 07:00 وانتهى بالنصر. قُتل خمسة إسرائيليين وما يقدر بنحو 25 مصريًا. وأُسر أربعة عشر مصريًا. ومع ذلك، دخل فريق من لواء النقب بعد ذلك إلى مركز الشرطة، الذي كان مفخخًا، وقتل 10 على الفور.
مباشرة بعد المعركة، عندما دخلت الهدنة الأولى حيز التنفيذ، أقام المصريون مواقع على الجانب الآخر من الطريق وخلقوا مسارًا جديدًا لن يكون في مرمى الإسرائيليين، وبالتالي حرمان الإسرائيليين من تحقيق هدفهم الاستراتيجي. خلال الهدنة، عززت مصر قبضتها على طريق عسقلان-بيت جبرين شمالاً، مما أعطى لقواتها ممراً آمناً بين الجناح الغربي (على ساحل البحر الأبيض المتوسط) والجناح الشرقي، وفي الوقت نفسه منعت حركة النقل الإسرائيلية إلى النقب، مما جعله جيبًا. لذلك تركزت المعارك الإسرائيلية المصرية التالية في تلك المنطقة. دارت اشتباكات في بئر عسلوج في 18 تموز 1948. هاجمت القوات المصرية المواقع الإسرائيلية لكنها صدت.

## معركة ديسمبر

### مقدمة
بدأت المرحلة الثالثة والأخيرة من الحرب العربية الإسرائيلية عام 1948 في 15 أكتوبر 1948، عندما شنت إسرائيل عملية يوآف على الجبهة الجنوبية. بينما حقق الإسرائيليون مكاسب تكتيكية واستراتيجية كبيرة في عملية يوآف (على سبيل المثال، إعادة ربط النقب، الذي كان جيبًا لعدة أشهر)، تغير الوضع السياسي قليلاً وكانت مصر لا تزال تتباطأ في محادثات الهدنة المقترحة. لذلك انطلقت عملية حوريب في الجنوب لطرد جميع القوات المصرية منه. كان من المقرر أن يكون التوجه الرئيسي للعملية نحو الذراع الشرقية، لقطع الجناح الغربي للجيش المصري عن الجزء الأكبر من قواته في فلسطين.
حددت القيادة الجنوبية الإسرائيلية 18 موقعًا من الغرب إلى الشرق يجب الاستيلاء عليها. ستة منها (13-18) كانت في مسرح الثميلة. أربعة منها (13-16) تمت الإشارة إليها بمواقع الثميلة، على تقاطع الطريق الرئيسي مع طريق ترابي شمالي-جنوبي، موضوعة في شكل سهم. المركز السابع عشر كان بئر الثميلة نفسها، بينما كان المركز الثامن عشر هو المدخل إلى بئر عسلوج.
في 25 كانون الأول، استولت قوة كوماندوز بحجم سرية من لواء النقب على موقع المشرفة الواقعة على الطريق بين بئر عسلوج والعوجا، مما أدى إلى تقسيم القوات المصرية إلى قسمين. استعدت الوحدة لمعركة طويلة، لكنها وجدت المكان مهجورًا. كما أتاح ذلك للإسرائيليين فرصة الاستماع إلى الاتصالات الهاتفية المصرية بين العوجا وبئر عسلوج. ومع ذلك، لم يتمكن الجزء الأكبر من القوة الضاربة للواء من التنظيم في الوقت المناسب بسبب الظروف الجوية القاسية ويمكن أن يبدأ الهجوم الرئيسي فقط في 25 ديسمبر، أي بعد يوم واحد من الموعد المخطط له. جاء دافيد بن غوريون رئيس الوزراء ووزير الدفاع بنفسه لتوديع القوات.

### المعركة

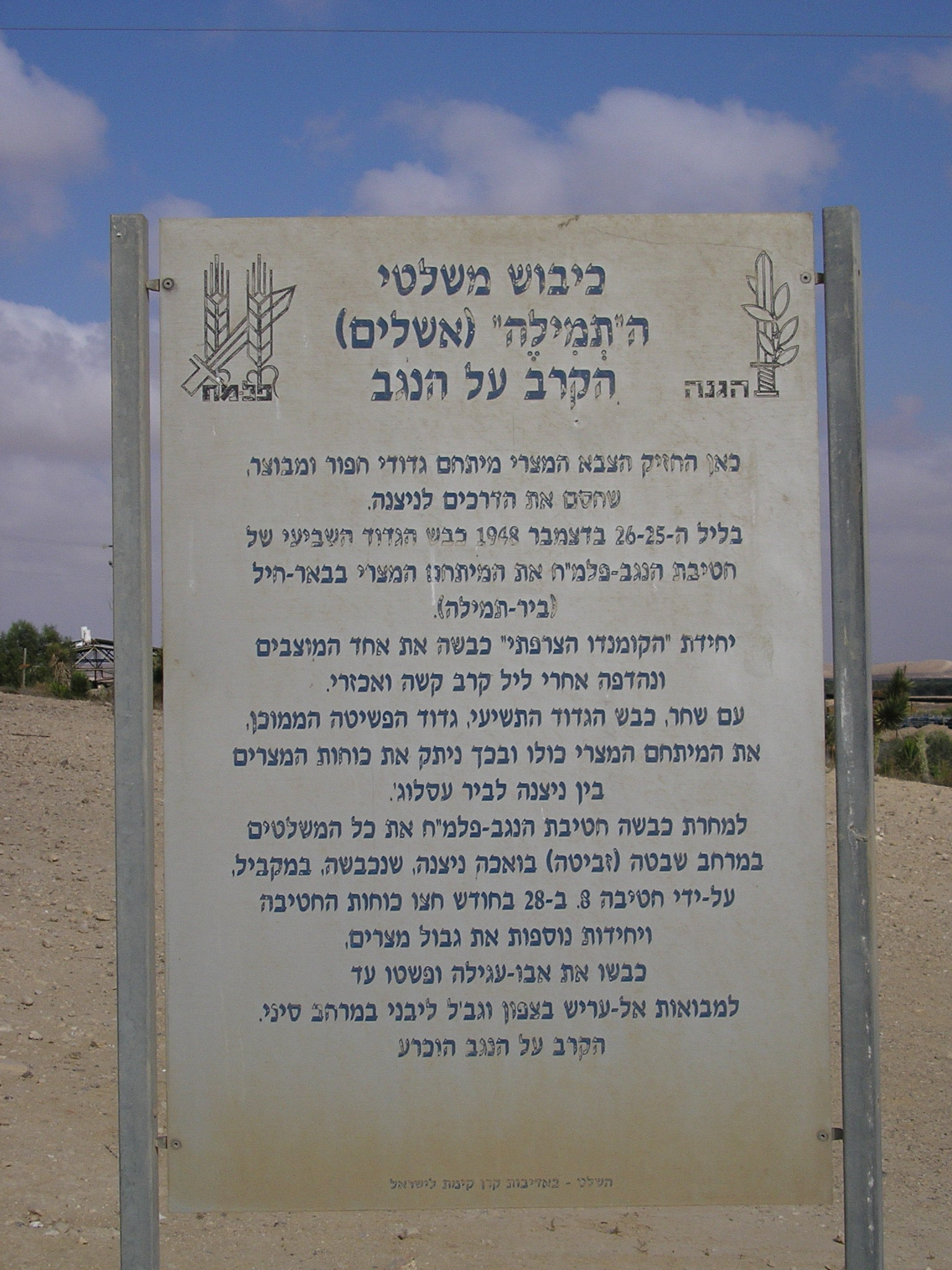
لوحة تحكي قصة معركة بئر الثميلة

انطلقت فرقة العمل المخصصة لمعركة بئر الثميلة (بئر عسلوج) من حلوتزة في الساعة 17:00 يوم 25 كانون الأول. واتخذ أفرادها مواقع في سلسلة جبال أم صويلة بين وادي ثميلة (وادي غزة) ووادي عسلوج (جدول رفيفيم). في الساعة 20:30، هاجمت كتيبة المشاة السابعة قوتين: الأولى ضد بئر الثميلة (المركز 17)، والأخرى، وحدة متطوعين في الخارج تسمى الكوماندوز الفرنسي، ضد المركز 13 عند مفترق الطرق. تمكنت القوة الرئيسية من التسلل إلى بئر الثميلة دون أن يلاحظها أحد، ووصلت إلى السياج الجنوبي للموقع قبل إطلاق النار. تم الاستيلاء على البؤرتين الاستيطانيتين الجنوبيتين في معركة سريعة، وبعد ذلك انهارت الدفاعات. بحلول الساعة 23:30، كانت الكتيبة السابعة تسيطر على الموقع، وعثرت على الكثير من الذخائر المتروكة.
استولت الكوماندوز الفرنسية على الموقع 13 بحلول الساعة 22:30، واتخذت بقية الكتيبة المركز 17. كانت ثلاثة مواقع مصرية مجاورة للرقم 13 لا تزال مأهولة، وبدأت القوات هناك هجومًا مضادًا وأكلت ببطء في قوات الكوماندوز الفرنسية. في الساعة 01:30 من يوم 26 ديسمبر، جاء الاحتياطي التشغيلي، الذي وصل إلى بئر الثميلة، لتعزيز المركز 13. لكن مع فجر اليوم سقط ما يقرب من نصف قوات الاحتلال بين قتيل وجريح وتراجعوا. تعثرت قوات الكتيبة الآلية التاسعة، التي كانت قد وصلت أيضًا بحلول ذلك الوقت وكان من المفترض أن تقدم مزيدًا من التعزيزات، في الوحل ولم تتمكن من تقديم أي مساعدة فورية. ترك الكوماندوز الفرنسي المنسحب العديد من الجرحى تحت جسر السكة الحديد القديم بالقرب من الموقع، على أمل جمعهم لاحقًا.
عندما تمكنت قوات الكتيبة التاسعة من تحرير نفسها والاستمرار في التحرك، كانت القوات المصرية المنتصرة تتبع الكوماندوز الفرنسي. تمكنت الكتيبة التاسعة من إلحاق أضرار جسيمة بهذه القوات واستمرت في الموقف 13. على الرغم من أن بعض المركبات كانت قد غرقت في المستنقع الترابي والرمال المتحركة، وانفجرت اثنتان بألغام أرضية، إلا أنها مع ذلك تطوقت واستعادت الموقع في الساعة 04:30. سرعان ما بدأت الكتيبة التاسعة في التحرك شرقا إلى المواقع 14-15 من أجل خلق الفوضى وتحديد القوات المصرية المتبقية. في غضون ذلك، انطلقت كتيبة أخرى من الكتيبة من بئر الثميلة واستولت على المركز الرابع عشر. طوقت فصيلة جيب المصريين من الشرق وساعدت في استكمال الاستيلاء على المركزين الخامس عشر والسادس عشر.
كانت مواقع الثميلة بالكامل في أيدي الإسرائيليين بحلول الساعة 09:00 يوم 16 ديسمبر هربت القوات المصرية إلى مواقع العوجا وبئر عسلوج الجنوبية، التي كانت مقطوعة في ذلك الوقت وعُثر عليها فيما بعد مهجورة. ووجدتهم قوات الكوماندوز الفرنسية، التي عادت للبحث عن جرحى وقتلى وجثث مشوهة. في نوبة انتقامية قتلوا العديد من المصريين الذين أُسروا خلال المعركة. نتيجة لذلك، تم حل الوحدة.

## ما بعد الكارثة

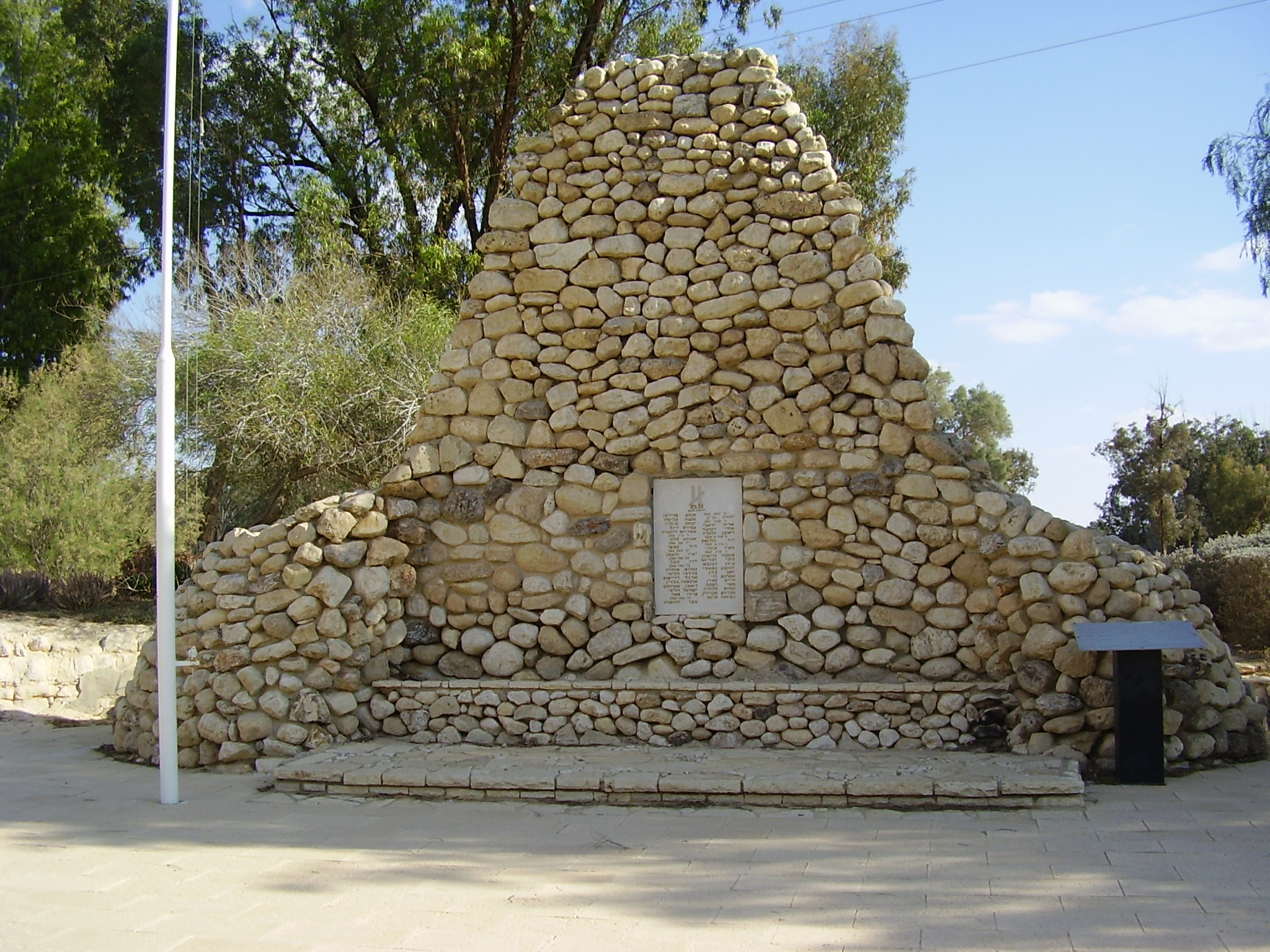
نصب تذكاري لمن سقطوا في معارك بئر عسلوج

احتل اللواء الثامن العوجا في 25-27 كانون الأول، وبحلول عصر يوم 27 كانون الأول، كانت جميع المواقع المصرية بين بئر السبع والعوجا في أيدي الإسرائيليين. في ضوء النجاح الذي تحقق بالفعل في 28 ديسمبر، تقدم الكثير من لواء النقب والكتيبة 82 من اللواء الثامن إلى شبه جزيرة سيناء، واستولوا على أبو عجيلة ووصلوا تقريبًا إلى العريش، بهدف قطع الجناح الغربي من القوات المصرية. وتراجعت القوات الاسرائيلية بسبب الضغوط الدولية.
بعد انتهاء الحرب، بدأ تسمية بئر عسلوج باسمها العبري، بئر مشعبيم. وأقيم نصب تذكاري هناك في 1 يونيو 1949، لتذكر جنود الكتيبة الثامنة الذين قتلوا في القتال هناك طوال الحرب. قام ببنائه أرييه لافكا، أحد سكان رفيفيم وأب أحد الجنود الذين ذهبوا إلى مركز الشرطة المفخخ في 11 يونيو 1948. كانت أنقاض المحطة بمثابة مواد بناء للنصب التذكاري. أضيفت أسماء بقية جنود النقب الذين قتلوا في معارك بئر عسلوج في 20 تموز 1971